# Jean-Louis Dubreton
Pour les articles homonymes, voir Dubreton.
 (mai 2019).
Si vous disposez d'ouvrages ou d'articles de référence ou si vous connaissez des sites web de qualité traitant du thème abordé ici, merci de compléter l'article en donnant les références utiles à sa vérifiabilité et en les liant à la section « Notes et références ».
Jean-Louis Dubreton, né le 18 janvier 1773 à Ploërmel en Bretagne et mort le 27 mai 1855 à Versailles, est un général français de la Révolution et de l’Empire.

## Biographie
Jean-Louis du Breton est le fils de Paul Julien du Breton, avocat au parlement de Bretagne, lieutenant du maire de Ploërmel, et de Marie Jeanne Le Guen. Il est le frère de Louis Aimé Dubreton.
Il entre au service à 16 ans dans le bataillon auxiliaire des colonies, le 1er mars 1790. Lieutenant des garde-côtes, puis sous-lieutenant et lieutenant au 78e régiment d'infanterie en 1791, il est adjudant-major en 1793 et deux ans après capitaine de grenadiers dans la 143e demi-brigade. Il fait les campagnes de 1792 à 1796, aux armées du Nord et de la Vendée, passe dans la 52e demi-brigade et fait toutes les campagnes jusqu'en 1800.
Chef de bataillon au 11e léger après le passage du Mincio en 1801, il fait la campagne de Saint-Domingue et y est nommé colonel en 1803. À l'évacuation de cette île, où il s'est distingué, il est fait prisonnier par les Anglais, mais il parvient à rentrer en France et y prend le commandement du 5e léger. Il continue à se faire remarquer en Hollande et en Allemagne et il est nommé général de brigade le 6 août 1811, puis envoyé en Espagne où il a le commandement de la province de Santander. Il y soutient avec honneur plusieurs combats contre les Espagnols et les Anglais, évacue cette province après la bataille de Salamanque et commande une brigade d'infanterie dans la Vieille-Castille.
Le général Dubreton reçoit le titre de baron en récompense de ses services.
Le siège de Burgos a duré 35 jours, et l'intrépidité du général Dubreton et de sa garnison a fait échouer tous les efforts de l'ennemi, qui y a perdu près de 2 500 hommes. Les Français ont 600 hommes hors de combat. Ce fait d'armes est mis à l'ordre du jour de l'armée. Après le rapport circonstancié qui en est fait au ministre de la Guerre, l'Empereur nomme Dubreton général de division le 23 décembre 1812. En 1813, le général Dubreton se distingue une nouvelle fois à la bataille de Hanau.
Après la première Restauration, il est nommé chevalier de Saint-Louis et commandant supérieur de Valenciennes. Le 28 mars 1815, il remet cette place au colonel Marbot, envoyé par l'Empereur. Après la seconde Restauration, le roi fait le général Dubreton commandeur de Saint-Louis et lui confie la 5e division à Strasbourg, puis en 1817 la 13e. Le 5 mars 1819, il est créé pair de France, puis baron-pair (1819-1830).